# LoveWave
LoveWave (deutsch: Liebeswelle) ist ein Lied der armenischen Sängerin Iveta Mukuchyan, mit dem sie Armenien beim Eurovision Song Contest 2016 vertrat.

## Hintergrund und Veröffentlichung
Am 13. Oktober 2015 wurde berichtet, dass die Sängerin Iveta Mukuchyan Armenien beim Eurovision Song Contest im schwedischen Stockholm vertreten werde und dass Komponisten aus aller Welt Lieder für die Sängerin einreichen können. Am 31. Dezember 2015 wurde auf dem offiziellen YouTube-Kanal der Eurovision ein Interview mit Mukuchyan hochgeladen, in dem sie sagte, dass man Songs aus Kanada, den USA, Schweden, Armenien, Deutschland und vielen weiteren Ländern erhalten habe. Im Video sagte sie zudem, dass sie das Lied ausgewählt habe, das sie am meisten berührt habe.
Am 19. Februar 2016 wurde schließlich der Titel des Liedes bekanntgegeben. Außerdem wurde berichtet, dass das Lied von Stephanie Crutchfield, Lilith Nawasardjan und Lewon Nawasardjan getextet und komponiert wurde. Am 2. März 2016 wurde letztendlich das Lied inklusive des offiziellen Musikvideos veröffentlicht.

## Musikvideo
Das offizielle Musikvideo zu LoveWave wurde in Deutschland und Armenien gedreht. Nur die Sängerin selbst und das Männer-Model Ben Dahlhaus, der in Deutschland lebt und arbeitet, kommen darin vor. Das Video wurde, wie der Song auch, am 2. März 2016 auf dem offiziellen YouTube-Kanal des Eurovision Song Contests veröffentlicht. Es hat über 7,8 Millionen Aufrufe (Stand 28. April 2017).